# 私は泣いています
「私は泣いています」（わたしはないています）は、1974年3月5日に発売されたりりィの5枚目のシングル。

## 概要
『りりィ』名義では最後のシングルとなった(以降のシングルは『りりぃ』名義)。オリコンチャートで3位を獲得し、52.4万枚を売り上げるヒットとなった。この曲は当初、知り合いだった研ナオコに歌ってもらう意図だったが、事務所に持参したところ『自分で歌ってくれないと困る』と言われ、仕方なく歌ったという。45年を経た2019年、研によるカバーが実現した。

## 収録曲
全作詞・作曲: りりィ、全編曲: 木田高介
| #  | タイトル             | 作詞 | 作曲・編曲 |
| -- | -------------------- | ---- | ---------- |
| 1. | 「私は泣いています」 |      |            |
| 2. | 「皮肉」             |      |            |

## カバー
- 西寺実（2009年2月11日、カバーアルバム『ふぞろいのロックたち 其之壱』に収録）
- 研ナオコ（2019年5月1日、47枚目のシングルとしてリリース）
- 西城秀樹（2025年7月25日、未発表音源ライブアルバム『HIDEKI SAIJO LIVE 1995〜1997』に収録）